# 개운 (서하)
개운(開運)은 하국왕(夏國王) 이원호(李元昊)의 치세에 쓰던 연호이다.

## 연대 대조표
| 개운        | 원년            |
| 서기 (西紀) | 1034년          |
| 간지 (干支) | 갑술(甲戌)      |
| 북송 (北宋) | 경우(景祐) 원년 |

## 같이 보기
- 다른 왕조의 같은 연호
  - 후진(後晉) 개운(開運, 944년 ~ 947년)

- 중국의 연호 목록

| 이전 연호 현도(顯道) | 중국의 연호 서하(西夏) | 다음 연호 광운(廣運) |